# Ochumare Regio
L'Ochumare Regio è una struttura geologica della superficie di Titano.
È intitolata all'omonima orisha della felicità e del tempo meteorologico.